# Pasoori
«Pasoori» ( en punyabí: پسوڑی, lit. 'difficulty/trouble', IPA: [pə˨.suː.ɽiː] ) es una canción en idioma panyabí y urdu de artistas paquistaníes Ali Sethi y la debutante Shae Gill. Fue lanzada el 6 de febrero de 2022 como la sexta canción de la temporada 14 (episodio dos) de Coke Studio Paquistan y después fue lanzada en YouTube el 7 de febrero de 2022. «Pasoori» es la primera canción de Coke Studio y la primera canción paquistaní que aparece en la lista "Viral 50 - Global" de Spotify. Apareció en el episodio 4 de la miniserie Ms. Marvel de Disney+, y, en agosto de 2022, se convirtió en la tercera canción en los 14 años de historia de Coke Studio que acumulado 300 millones de visitas en YouTube. El 14 de octubre de 2022, con 410 millones de visitas en YouTube, «Pasoori» se convirtió en el video musical de Coke Studio más visto de todos los tiempos.

## Listas de éxitos
| Gráfico (semanal)                                                                                | Mejor posición |
| ------------------------------------------------------------------------------------------------ | -------------- |
| India (Billboard India)                                                                          | 4              |
| Reino Unido ( Asian Music Charts)                                                                | 2              |
| "—" denota una grabación que no llegó a las listas de éxitos o que no se lanzó en ese territorio |                |